# Джанні Франчоліні
Джа́нні Франчолі́ні (італ. Gianni Franciolini; 1 червня 1910, Флоренція — 1 січня 1960) — італійський кінорежисер і сценарист. З 1939 по 1959 рік зняв 19 фільмів.

## Життя та кар'єра
Народився у Флоренції, в 1929 році переїхав до Парижа для вивчення журналістики. Там він вступив в контакт з художнім авангардом того часу, зокрема з Євгеном Деславом. Протягом цього часу він був помічником режисера Жоржа Лакомба і зняв документальний фільм «Vérité sur l'Italie». У 1938 році він повернувся в Італію, де співпрацював як сценарист та помічник режисера з Камілло Мастрочінкве та Маріо Сольдаті. У 1940 році дебютував як режисер з фільмом «L'ispettore Vargas». У післявоєнний час Франчоліні спеціалізувався на неореалістичних комедіях і жанрових фільмах, часто співпрацюючи з Чезаре Дзаваттіні. У 1956 році він виграв премію Девіда Ді Донателло як найкращий режисер за комедійно-драматичний фільм «Римські оповідання».